# Аксёниха (Владимирская область)
Аксёниха — деревня в Ковровском районе Владимирской области России. Входит в Ивановское сельское поселение.

## География
Деревня расположена на левом берегу реки Кестромки (приток Колпи), в 36 км к югу от Коврова и 74 км к востоку от Владимира.

## История

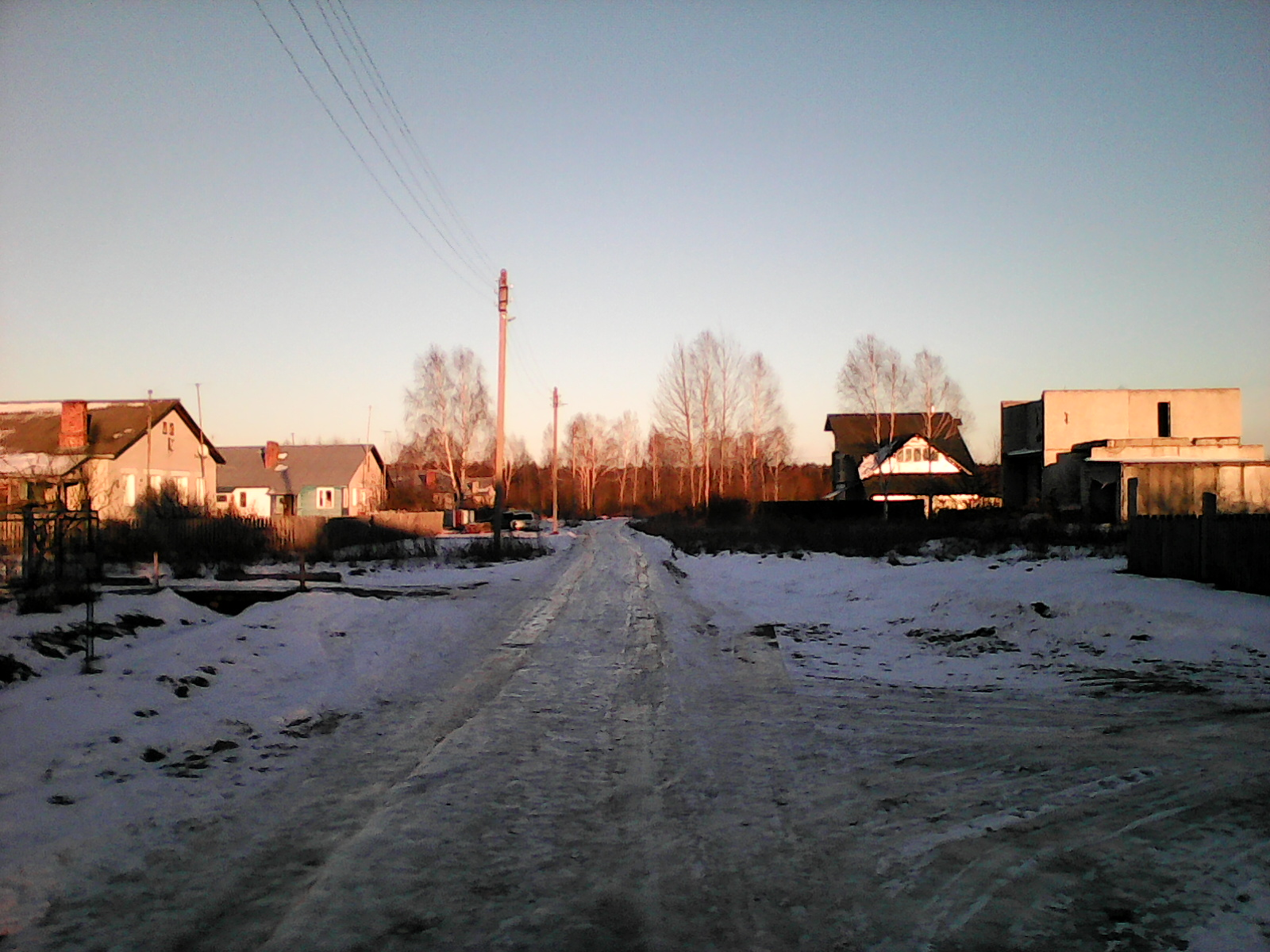
Улица Молодежная. 2016 год

Упоминание деревни есть на картах 1850 года Владимирской губернии.
В книге 1902 года, деревня Аксёниха относилась к 56-му району: Подлесно-Андреевскому Судогодского уезда.
В 1940-е года Аксёниха входила в Никологорский район, тогда же был образован Аксёнихский сельсовет.
В 1959 году Аксёнихинский сельсовет был объединен с Ключиковским и переименован в Филипповский.
1 февраля 1963 года Никологорский район был ликвидирован, Ключиковский сельсовет в который входила Аксёниха перешли в Ковровский сельский район.

## Население
| 1859 | 1905 | 1926 | 2002 | 2010 | 2021 |
| ---- | ---- | ---- | ---- | ---- | ---- |
| 305  | ↗309 | ↗325 | ↘115 | ↘98  | ↘79  |

## Культура
В деревенском клубе 29 июня 2017 года прошёл праздник деревни «Милая российская глубинка».

## Телевидение
В деревне осуществляется вещание цифрового эфирного тв с вышки в посёлке Стёпанцево.
- Первый мультиплекс цифрового телевидения России — 36 ТВК
- Второй мультиплекс цифрового телевидения России — 50 ТВК

## Радио
Уверенный приём fm радиостанций в деревне ведется с города Муром, который располагается в 60 километрах.
- 87.5 Вести FM
- 88. 7 Радио России / ГТРК Владимир
- 90.3 Радио Маяк
- 91.3 Дорожное радио
- 93.0 NRJ
- 97.8 Радио Родных дорог
- 98.8 Радио Ваня
- 100.6 Ретро FM
- 101.2 Юмор FM
- 102.6 Авторадио
- 103.3 DFM
- 104.0 Маруся FM
- 104.4 Радио Дача
- 105.2 Хит FM
- 105.7 Радио 7 на семи холмах
- 106.2 Love Radio
- 106.8 Европа Плюс
- 107.3 Русское радио
- 107.7 Радио Рекорд

## Транспорт
В километре от деревни находится остановка пригородных поездов.
Через деревню проходит трасса местного значения Павловское — Малышево. Также от деревни идут лесные дороги Аксёниха — урочище Подлесная Андреевка, Аксёниха — урочище Филипповка и Аксёниха — Эдон (дорога 2 километра имеет щебёночное покрытие, также встречаются участки с песочным покрытием).
По территории деревни проходят междугородние автобусы в направлении Коврова, Мурома и Красной Горбатки.